# Karin Vyncke
Karin Vyncke, née le 20 mai 1960 est une danseuse, chorégraphe et artiste plasticienne belge.

## Biographie
Karin Vyncke travaille dès 1979 au Bremer Tanztheater à Brême avec Reinhild Hoffmann (de) et Gerhard Bohner. Elle suit les cours de Louis Falco à New York[réf. nécessaire].
Engagée en 1981 dans la compagnie de Maguy Marin, elle travaille au Centre national de danse contemporaine d'Angers en 1985 et fonde la Compagnie Aquilin en 1987.
Elle fonde sa propre compagnie, Compagnie Karin Vyncke en France en 1988.
En 1992, elle revient à Bruxelles, transforme sa compagnie en Aquilon asbl Company Karin Vyncke et s'installe au Pianofabriek. 
Depuis 1996, elle crée de courtes performances expérimentales sous le nom de Short Dances, dans lesquelles elle mélange différentes disciplines dans des espaces diversifiés (La bourgeoise ensanglantée, 2000, dans le métro de Brouckère à Bruxelles, Shot Dance, 2000, au Fort Napoleon à Ostende, Sugar/Baby/Love, 1999, performance, installation, événement avec 15 plasticiens dans les bains connective à Bruxelles, Palimpsest, 1998, performance dans une installation plastique de Yoris van den Houte, Upside down, 1998, performance dans une vitrine, Beauty Free, 1996, performance dans les caves du Kunstencentrum Vooruit, Gand),.
Elle collabore régulièrement avec d'autres compagnies de spectacle (théâtre, cirque).
De 1988 à 2008, elle a créé 16 créations intégrales. Les thèmes principaux tournent généralement autour du pouvoir et de l'impuissance.
Outre ses créations chorégraphiques, elle poursuit un travail pédagogique et de performance et de projets à caractère social.
Ainsi s’élabore un travail plus divers, pluridisciplinaire, mêlant des travaux plastiques (collages), des installations (projet Kiosk, projet Karavane).
Dans son travail plastique , elle réalise des installations (projets Kiosk, Karavane), des collages et des vidéos.

## Principales chorégraphies
- Sous les vêtements blancs, 1987
- Mé-zon, 1989
- Kreuset, 1990
- Vous avez appris que je tombais, 1991
- All Shall Be Well, 1992
- Winternacht, 1993
- Could Can Be, 1994
- Nerf, Febr. '9*, 1995
- Vlasnaald, 1996
- Tar, 1998
- And Yet Not Without Wandering About, 2000
- Vlug stuk, 2003
- Bungalow, 2006
- Women, 2011
- Nature morte ou Naturellement mort, 2019[7]

## Filmographie
- Sous les vêtements blancs: fragment, 1988[8]
- Lena's verhaal, 1993[9]
- Winternacht, 1993
- All Shall Be Well, 1994[10]
- Tristitia, 1994[11], prix SACD pour la musique de Jan Kuijken et cinquième grand prix international Vidéo danse[2]
- Lena's verhaal, 1995[2]
- Nerf, febr. '9*, 1996[12]
- Vlug stuck, avec Axel Claes, 2005[13]
- Kronik Spoutnik, avec Axel Claes, 2005[14]
- En visite chez les pompiers-plongeurs, 2005[15]
- Ludovic, 2005[2]
- Home, 2020[16]

## Expositions
- 2016 : installation vidéo avec Anne-Laure Misme, Carte de visite, Bruxelles[17]
- 2021-2022 : Covered, GC Ten Weyngaert, Bruxelles[6]